# Ушков, Клементий Константинович

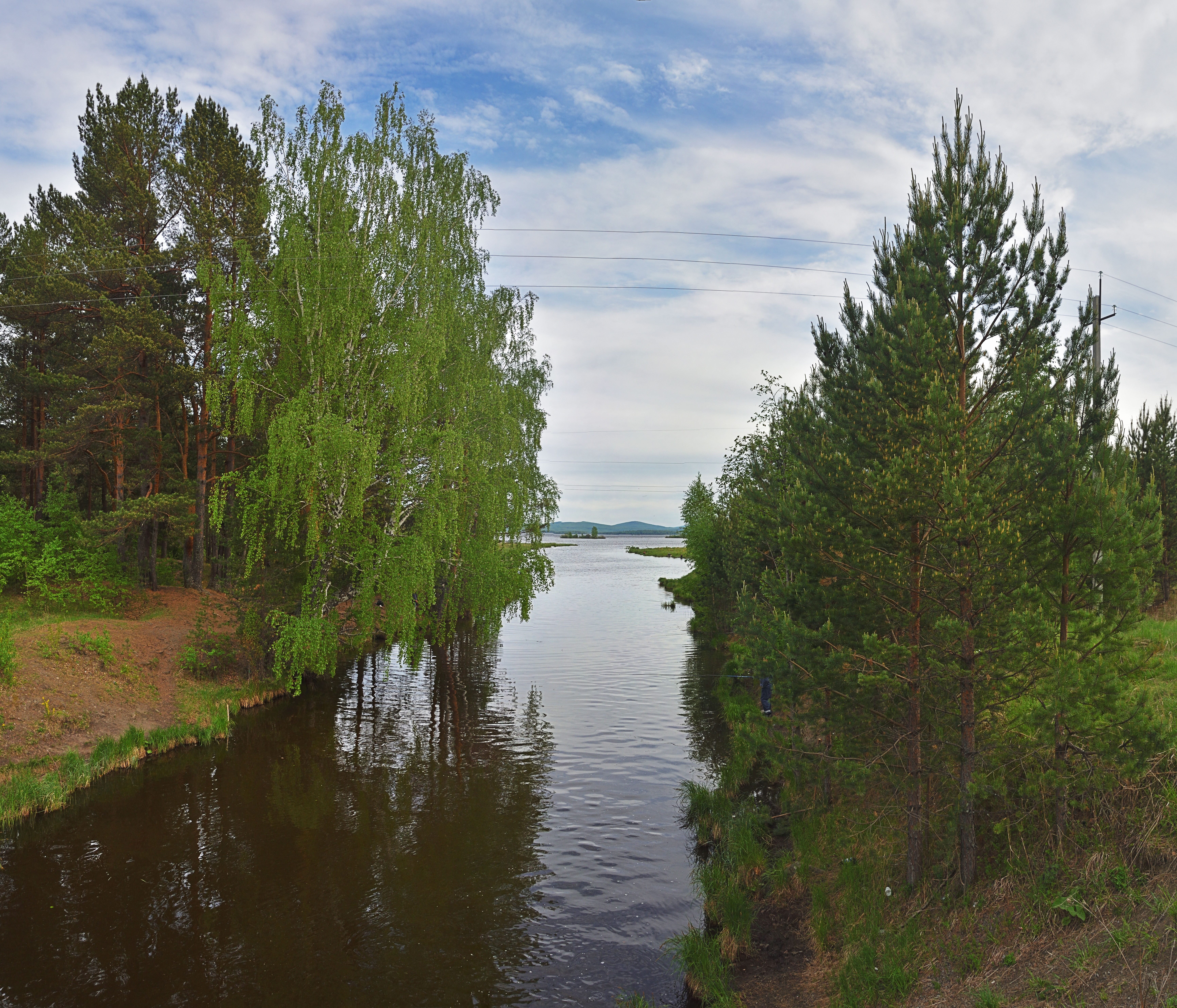
Ушковская канава и Черноисточинский пруд

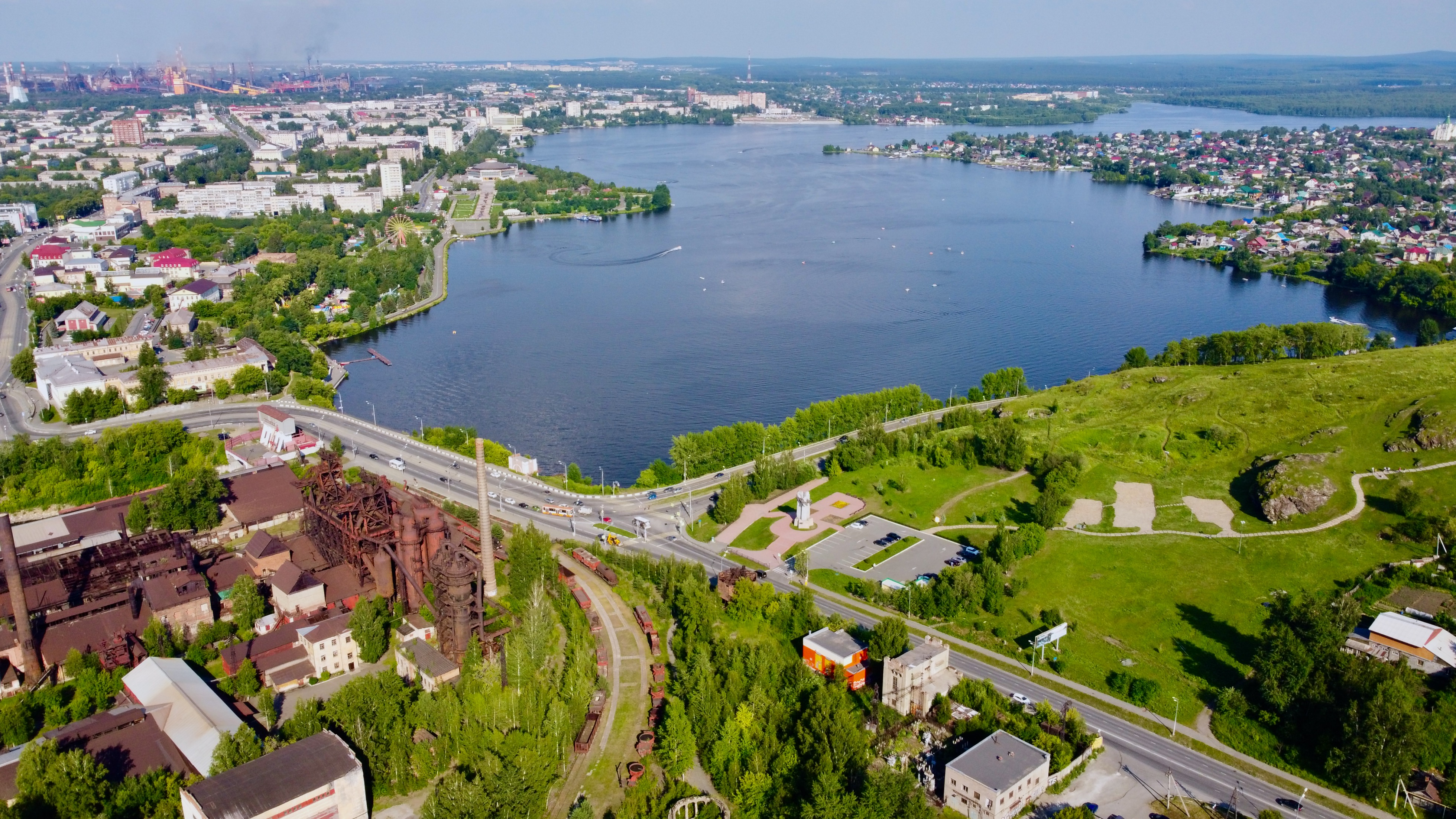
Нижнетагильский пруд

Клеме́нтий Константи́нович Ушко́в (1782, Нижний Тагил, Пермское наместничество — 1859) — российский инженер-гидротехник и предприниматель. Известен как разработчик и создатель Ушковской канавы — канала, соединившего реку Чёрную с Черноисточинским прудом, благодаря которому уровень воды в пруду стабилизировался и позволил наладить ритмичную работу Черноисточинского и Нижнетагильского заводов. В 1849 году за сооружение канала получил вольную.

## Биография
Семья Ушенковых в 1744 году переселилась из Подольского уезда на Урал, остановившись в посёлке Выйского завода. В ходе приписки к заводам Демидовых фамилия была изменена на «Ушковы».
Клементий Константинович родился в 1782 году в посёлке Нижнетагильского завода. Занимался поставками угля на Нижнетагильский завод, в 1811 году построил на реке Вязовке водяную мельницу и организовал торговлю мукой.
Для освобождения от крепостной зависимости Ушков принял участие в решении проблемы маловодности Тагильского пруда, обеспечивавшего энергией Нижнетагильский завод. Идея использовать для этого Черноисточинский пруд была не новой и обсуждалась, начиная с 1770-х годов, с привлечением зарубежных инженеров. 11 ноября 1841 года Ушков представил в контору Нижнетагильского завода проект канала река Чёрная — Черноисточинский пруд. Проект был одобрен, строительство началось в 1847 году на собственные средства Ушкова. В течение весны, лета и осени 1848 года были построены канал с системой шлюзов и плотина на Чёрной. Сооружение канала позволило поднять и стабилизировать уровень воды в обоих прудах и наладить ритмичную работу Черноисточинского и Нижнетагильского заводов. В 1849 году Нижнетагильская заводская администрация приняла канал в эксплуатацию, выдав вольную Ушкову. Со временем за каналом закрепилось название «Ушковская канава».
После освобождения от крепостной зависимости Ушков остался в Нижнем Тагиле, приписавшись к московскому купечеству. В 1849—1859 годах он построил и купил несколько мельниц в Екатеринбургском и Шадринском уездах. В 1855 году совместно с сыном Михаилом основал суконное производство в селе Арамиль.
В дальнейшем Ушков вновь разработал несколько гидротехнических проектов. В 1851 году — проект канала Шайтанка — Сулема для обеспечения потребностей Висимо-Шайтанского и Висимо-Уткинского заводов, а в 1857 году — канала Тура — Кушва. Оба проекта не дошли до реализации.
Скончался в 1859 году.
Воспитал двоих сыновей: Михаила и Савву.